# Unam-myeon
Unam-myeon (koreanska: 운암면) är en socken i kommunen Imsil-gun i provinsen Norra Jeolla i den centrala delen av Sydkorea, 220 km söder om huvudstaden Seoul.